# Kràvtxenko (Ventsi)
|  | Per a altres significats, vegeu «Kràvtxenko». |

Kràvtxenko - Кравченко (rus) és un khútor del krai de Krasnodar, a Rússia. És a la riba esquerra del riu Kuban, a 18 km a l'est de Gulkévitxi i a 157 km a l'est de Krasnodar. Pertany al possiólok de Ventsi.